# San Carlos (Californië)
San Carlos is een plaats (city) in de Amerikaanse staat Californië, en valt bestuurlijk gezien onder San Mateo County.

## Demografie
Bij de volkstelling in 2000 werd het aantal inwoners vastgesteld op 27.718.
In 2006 is het aantal inwoners door het United States Census Bureau geschat op 27.002, een daling van 716 (-2,6%).

## Geografie
Volgens het United States Census Bureau beslaat de plaats een oppervlakte van
15,3 km², geheel bestaande uit land.

## Geboren
- Kathryn Bigelow (1951), filmregisseuse en scenarioschrijfster

## Plaatsen in de nabije omgeving
De onderstaande figuur toont nabijgelegen plaatsen in een straal van 8 km rond San Carlos.